# Hampi
Hampi is een dorp in de Indiase deelstaat Karnataka, waar een grote verzameling ruïnes is. De ruïnes vormen de resten van de vroegere stad Vijayanagar, de hoofdstad van het Vijayanagarrijk.
De site is door UNESCO tot werelderfgoed verklaard.